# Мак снотворный
Мак снотво́рный (лат. Papaver somniferum), также мак опийный — однолетнее травянистое растение, вид рода Мак (Papaver) семейства Маковые (Papaveraceae), типовой вид семейства.
Входит в список запрещённых для выращивания травянистых растений, поскольку содержит опиум — сильнодействующее наркотическое вещество. Является сорным растением.

## Название
Латинское родовое название мака «Papaver» предположительно восходит к удвоенному корню *pap, со значением «вздуваться, увеличиваться».

## Ботаническое описание

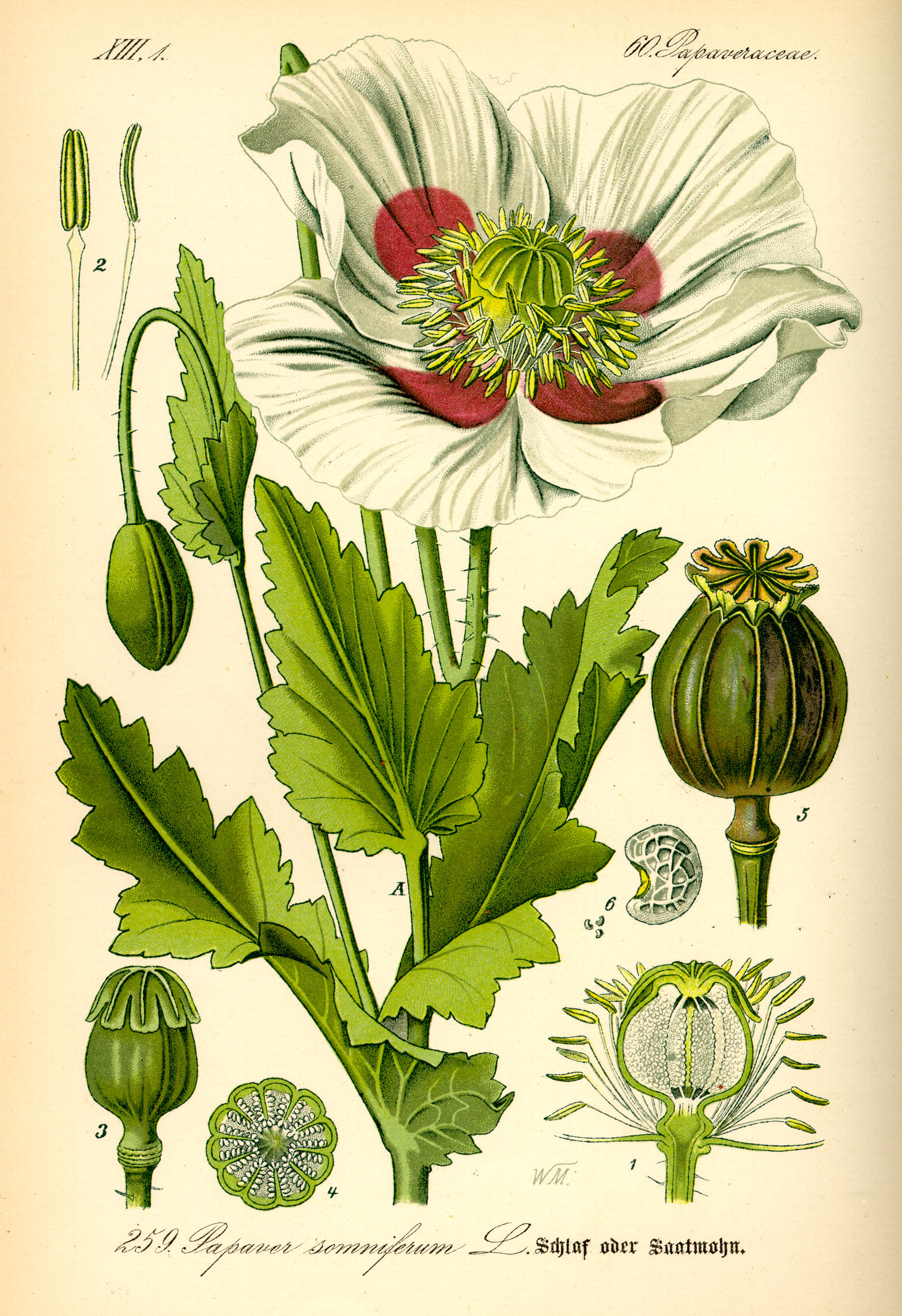
Мак опийный.

Мак снотворный — травянистое однолетнее растение, сизое, крупное, высотой 100—120 см, маловетвистое. Волоски или отсутствуют, или немногочисленные на жилках листьев или цветоносах.
Корневая система стержневая.
Стебель прямостоячий, гладкий, сизовато-зелёный, в верхней части ветвистый.
Нижние листья на коротких черешках, постепенно переходящих в пластинку, верхние сидячие, стеблеобъемлющие, пластинка продолговатая, сизая, неровная, 10—30 см длиной, по краю крупно-пильчато-зубчатая или надрезанно-лопастная и острозубчатая.
Цветоносы длинные, толстые, голые или с оттопыренными щетинками. Бутоны до раскрытия цветков поникшие, голые, кожистые, яйцевидно-овальные, тупые, крупные, длиной 1,5—3 см. Перед распусканием цветки выпрямляются. Цветки — актиноморфные, обоеполые, крупные, одиночные, располагаются на верхушке стебля или его разветвлений. Околоцветник двойной, чашечка из двух кожистых чашелистиков, опадающих при распускании бутона. Венчик состоит из 4 округлых или широкояйцевидных лепестков белого, красного, розового или фиолетового цвета с фиолетовым, жёлтым или белым пятном у основания, длиной до 10 см. Тычинки свободные, многочисленные, в нескольких кругах; тычиночные нити тёмные или светлые, выше середины булавовидно утолщённые; пыльники линейно-продолговатые. Гинецей ценокарпный, образованный многочисленными срастающимися плодолистиками. Завязь верхняя, семязачатки многочисленные. Цветёт в мае — августе. Формула цветка: {\displaystyle \ast K_{2}\;C_{4}\;A_{\infty }\;G_{({\underline {\infty }})}}.
Плод — короткоцилиндрическая обратнояйцевидная или почти шаровидная коробочка 2—7 см длиной, внизу суженная в ясно заметную длинную ножку, одногнёздная, с неполными перегородками и большим количеством мелких семян; диск плоский, плёнчатый, с ясными, глубокими зубцами; лучей 8—12. Семена мясистые с маслянистым эндоспермом, 1—1,5 мм в диаметре; созревают в конце июля до начала сентября.
|                                |  |
| Слева направо: общий вид, плод |  |

## Распространение
По одним данным, мак снотворный в диком состоянии неизвестен и разводится только в культуре, но дичает во всех подходящих для его произрастания местах. По данным GRIN, он произрастает в диком виде в Южной Европе (остров Крит в Греции, южной Италии, включая Сардинию и Сицилию), на острове Кипр, в Африке (север Алжира, север Ливии, Марокко, Тунис, остров Мадейра, Канарские острова), на юге Средней Азии, в Иране, Афганистане и Пакистане, в Курдистане и на юго-востоке Турции, а также натурализовался на Азорских островах.

## Химический состав
Лепестки цветков содержат маковую и реадиновую кислоты, жирные вещества, камедь.
Сгущённый млечный сок (опий), который получают только вручную, путём надрезания ещё недозрелых коробочек, на корню, содержит смолистые, слизистые вещества и 20 алкалоидов: морфин (0,3-0,5 %), апоморфин, кодеин (до 0,07 %), папаверин (до 0,05 %), тебаин, лауданин, наркотин, реадин и другие. По химическому строению алкалоиды мака относятся к производным фенантрена и изохинолина. В растении содержатся также β-ситостерин и органические кислоты. В зрелых семенах найдено около 40—56 % жирного масла.

## Значение и применение
Скотом совершенно не поедается. При случайном попадании в корма вызывает припадки бешенства, затрудняет выделение мочи и кала. Наиболее ядовиты коробочки незадолго до созревания, менее ядовиты стебли, листья и цветки. Высушивание не лишает ядовитости. Симптомы отравления: повышенная температура, увеличение деятельности желёз, остановка пищеварения, тошнота, судороги, потеря сознания, сонливость, колики. Заболевают лошади, крупный рогатый скот, овцы и свиньи.
Выжимки семян мака после извлечения масла давали в виде пойла молочным коровам. После чего поднимались удои, но при усиленном кормлении удои снижались.
Ранее в качестве лекарственного сырья использовали коробочки мака снотворного (лат. Capita Papaveris). Сырьё собирали по созревании, обмолачивали, сушили и брикетировали.
Мак снотворный культивируют во многих странах на протяжении тысячелетий. В настоящее время культивируют в Китае, Индии, Малой Азии, Средней Азии, Афганистане (в апреле 2022 года его выращивание было запрещено талибами).
Из незрелых коробочек получают опиум — загустевший млечный сок. Сырой опиум употребляется в Китае и других странах для курения, жевания, как наркотическое, опьяняющее средство. В европейской медицине опий подвергается переработке для извлечения алкалоидов и изготовления болеутоляющих, успокаивающих, противосудорожных и снотворных средств, а кроме того, при желудочных заболеваниях.
Из семян изготовляют маковое масло, которое используется в пищу, применяется для получения маргарина и в фармацевтике. В пищевых целях используют семена продовольственного мака. Ими посыпают выпечку или делают начинки. Главным образом продовольственный мак культивируют в Чешской республике (Czech blue poppy / чешский голубой мак) и Турции.
Декоративное растение. Культура мака снотворного началась в давние времена. С тех пор выведены многочисленные сорта культурного мака с чёрными, фиолетовыми, серыми или белыми семенами, с коробочками различной формы, с цветками простыми и махровыми, с надрезанными или с разрезными лепестками, с цветками красными, розовыми, фиолетовыми, белыми.
При цветении заросли или посевы мака снотворного дают медоносным пчёлам такое большое количества пыльцы, что соты, которые пчёлы почти полностью забивают пыльцой, становятся чёрными. В то же время нектара мак снотворный не даёт.

## Классификация
В пределах вида выделяются два подвида:
- Papaver somniferum subsp. setigerum (DC.) Corb. — Мак щетинконосный
- Papaver somniferum subsp. somniferum

Ранее традиционно выделяли несколько подвидов, использовавшихся для получения опия:
- Papaver somniferum subsp. tianshanicum N.Basil. — Мак тяньшаньский
- Papaver somniferum subsp. tarbagataicum N.Basil. — Мак тарбагатайский
- Papaver somniferum subsp. eurasiaticum Vessel. — Мак евроазиатский

от первых двух подвидов была получена группа сортов 'Мак опийный', от последнего группа сортов 'Мак масличный'.

## Правовой статус
Мак снотворный внесён в «Перечень растений, содержащих наркотические средства или психотропные вещества либо их прекурсоры и подлежащих контролю в Российской Федерации» (Постановление Правительства РФ от 27 ноября 2010 г. N 934). Таблица размеров для целей ст. 228, 228.1, 229 и 229.1 УК РФ приведена в Постановлении Правительства РФ от 01.10.2012 N 1002.